# 里岔镇
里岔镇是中国山东省青岛市胶州市下辖的一个镇。

## 行政区划
里岔镇下辖崔家庄村、董家村、陡岭前村、墩泊村、甘沟庄村、高福庄村、高木寨村、郭家洼村、韩家庄村、杭埠岭村、贺家屯村、横沟村、后观音堂村、后良乡村、后朱陈沟村、胡家村、槐树底村、黄家阿洛村、黄家岭村、里岔村、河北村、良乡二村、良乡三村、良乡一村、林家庄村、刘家小庄村、刘节村、刘新庄村、米家庄村、南搂村、前观音堂村、前朱陈沟村、沙家庄村、沙南庄村、朱家屯村、孙家洼村、孙家庄村、谭家二村、谭家三村、谭家四村、谭家一村、王家阿洛村、王家乔村、西大村、肖家村、徐家乔村、薛家河村、薛家庄村、杨家庄村、游家屯村、远家阿洛村、赵家阿洛村、赵家乔村。